# Rakovice (okres Piešťany)
Rakovice is een Slowaakse gemeente in de regio Trnava, en maakt deel uit van het district Piešťany.
Rakovice telt 509 inwoners.